# NGC 2951
NGC 2951 est une paire de galaxies lenticulaires située dans la constellation de l'Hydre. La galaxie située à l'est est PGC 27562 et elle est désignée comme NGC 2951 NED01 par la base de données NASA/IPAC. La galaxie à l'ouest, désignée NGC 2951 NED 02 par cette même base de données, est PGC 1148459. NGC 2951 a été découverte par l'astronome allemand Albert Marth en 1864.
La vitesse par rapport au fond diffus cosmologique de NGC 2951 NED01 est de 5 167 ± 44 km/s, ce qui correspond à une distance de Hubble de 76,2 ± 5,4 Mpc (∼249 millions d'al). Celle de NGC 2951 NED02 est de 5 241 ± 24 km/s pour une distance de Hubble de 77,3 ± 5,4 Mpc (∼252 millions d'al).  Elles sont donc à peu près à la même distance de la Voie lactée. Selon l'image de l'étude SDSS, ces deux galaxies semblent être en train de fusionner, elles sont donc interaction gravitationnelle.